# Blade Dancer: Lineage of Light
Blade Dancer: Lineage of Light — японская ролевая игра, разработанная студией Hit Maker и изначально вышедшая на PlayStation Portable в 2006 году в Японии и Северной Америке и в 2007 — в Европе. В 2023 году была выпущена на PlayStation 4 и PlayStation 5.

## Игровой процесс

Скриншот игрового процесса. Вверху — лунная шкала, внизу — показатели персонажей. Индикатор в виде восклицательного знака показывает, что персонаж может совершить ход.

Blade Dancer: Lineage of Light представляет собой ролевую игру с управлением отрядом персонажей. Игрок исследует мир, сражаясь с противниками, разговаривая с персонажами и выполняя задания. В игре реализована смена дня и ночи в реальном времени, что влияет на отдельные аспекты геймплея.
Враги на локациях отображаются иконками в виде черепов. Цвет черепа показывает сложность противников, что влияет на их поведение: сильные, увидев отряд игрока, будут его преследовать, слабые, напротив — убегать от него, но при этом могут объединиться, сформировав более опасную группу. Бои сочетают пошаговые элементы с реальным временем: у каждого персонажа есть индикатор активности; когда он заполнится, соответствующий персонаж может сделать ход — атаковать врага, использовать способность или расходный предмет и т.д. Вверху экрана расположена лунная шкала, заполняющаяся при совершении действий. Эта шкала расходуется на использование особых способностей, причём как персонажами игрока, так и противниками.
Оружие в игре изнашивается и ломается после определённого числа ударов. За победу над врагами, а также при исследовании локаций игрок получает материалы, используемые для создания нового снаряжения и расходников. Рецепты можно получить, разбирая предметы у оценщика, или экспериментальным путём, пробуя разные комбинации материалов. На результат создания влияет то, кто именно из персонажей им занимается, а также время суток и фаза луны. Выполняя побочные задания, игрок получает золото и опыт и увеличивает лунную шкалу.
Blade Dancer: Lineage of Light поддерживает отдельный кооперативный режим, в котором до четырёх игроков должны пройти серию подземелий. Таким образом можно получить уникальные предметы для одиночной игры.

## Сюжет
Действие Blade Dancer: Lineage of Light происходит в мире под названием Лунадия. За тысячу лет до событий игры на острове Фу обитала продвинутая раса Зеймос, построившая мирное утопическое общество. Однако один из членов королевской семьи обратился к запретным силам и стал известен как Тёмный Властелин. Возглавив армию сил зла, он развязал войну против остальных королевств, однако получил отпор от Хранителя Света Джерарда, Танцора Клинка. Вскоре и Джерард, и Тёмный Властелин, и его чемпион, Ужасный Рыцарь, бесследно исчезли.
Основная история начинается с того, что главный герой Лэнс прибывает на остров Фу в поисках приключений. По ходу сюжета к нему присоединяются другие персонажи: лучница Тесс, страдающая амнезией, целительница Фелис и монах Гозен, мастер единоборств.

## Отзывы
| Сводный рейтинг    | Сводный рейтинг |
| Агрегатор          | Оценка          |
| ------------------ | --------------- |
| GameRankings       | 64,52 %         |
| Metacritic         | 60/100          |
| Иноязычные издания |                 |
| Издание            | Оценка          |
| EGM                | 3,17/10         |
| Eurogamer          | 6/10            |
| Game Informer      | 5,5/10          |
| GameSpot           | 6,8/10          |
| GameSpy            | [ 11 ]          |
| GameZone           | 6,9/10          |
| IGN                | 6,5/10          |
| OPM                | 2/5             |
| RPGFan             | 80 %            |
| WorthPlaying       | 8,5/10          |

Игровой процесс получил смешанные отзывы. Наибольших похвал удостоились боевая система и крафтинг: рецензенты отмечали, что благодаря возможности создавать предметы в любой момент и тому, что очки, расходуемые на применение способностей, пополняются отдельно в каждом бою, игроки избавлены от необходимости постоянно возвращаться в город для пополнения запасов. Остальные аспекты геймплея были оценены менее положительно. Так, обозреватель сайта RPGFan Стивен Харрис отметил неудобство системы заданий, в частности, неинформативность журнала и необходимость общаться со всеми NPC. Рецензент GameSpy Кевин Ванорд назвал перемещение по локациям «настоящей рутиной» из-за однообразных пейзажей и отсутствия быстрого перемещения. Грег Сюарт из Official U.S. PlayStation Magazine раскритиковал систему сохранений, посчитав, что для игры на портативной приставке невозможность сохранить прогресс в любой момент является серьёзным недостатком.
Сюжет игры подвергся критике за неоригинальность и стереотипных для жанра JRPG персонажей.